# Кусеевский сельсовет
Кусеевский сельсовет — муниципальное образование в Баймакском районе Республики Башкортостан России.

## История
Дата образования сельсовета: 1930 г.
Согласно Закону о границах, статусе и административных центрах муниципальных образований в Республике Башкортостан имеет статус сельского поселения.

## Население
| 2002 | 2009  | 2010 | 2012 | 2013 | 2014 | 2015 |
| ---- | ----- | ---- | ---- | ---- | ---- | ---- |
| 1055 | ↘1030 | ↘934 | ↘925 | ↘923 | ↘902 | ↘901 |
| 2016 | 2017  |      |      |      |      |      |
| →901 | ↘892  |      |      |      |      |      |

## Состав сельского поселения
| № | Населённый пункт | Тип населённого пункта       | Население |
| - | ---------------- | ---------------------------- | --------- |
| 1 | Кусеево          | село, административный центр | ↘450      |
| 2 | Большебасаево    | деревня                      | ↘267      |
| 3 | Исянбетово       | деревня                      | ↘204      |
| 4 | Тактагулово      | деревня                      | ↗13       |

## Достопримечательности
- Ирендыкский медведь — гигантский самородок золота.